# Bloch MB.210
Bloch MB.210 – francuski bombowiec z 1935 roku. Był podstawowym bombowcem Armée de l’air podczas II wojny światowej. Wyprodukowano około 300 maszyn.